# Грінвілл (Флорида)
Грінвілл (англ. Greenville) — місто (англ. town) в США, в окрузі Медісон штату Флорида. Населення — 746 осіб (2020).

## Географія
Грінвілл розташований за координатами 30°28′1″ пн. ш. 83°38′7″ зх. д. / 30.46694° пн. ш. 83.63528° зх. д. (30.466830, -83.635253).  За даними Бюро перепису населення США в 2010 році місто мало площу 3,39 км², уся площа — суходіл.

## Демографія
Згідно з переписом 2010 року, у місті мешкали 843 особи в 317 домогосподарствах у складі 209 родин. Густота населення становила 249 осіб/км².  Було 402 помешкання (119/км²).
Расовий склад населення:
| - 70,7 % — чорних або афроамериканців - 26,5 % — білих - 0,1 % — корінних американців - 0,1 % — азіатів |

До двох чи більше рас належало 1,9 %. Частка іспаномовних становила 1,4 % від усіх жителів.
За віковим діапазоном населення розподілялося таким чином: 27,4 % — особи молодші 18 років, 58,2 % — особи у віці 18—64 років, 14,4 % — особи у віці 65 років та старші. Медіана віку мешканця становила 35,6 року. На 100 осіб жіночої статі у місті припадало 83,7 чоловіків;  на 100 жінок у віці від 18 років та старших — 74,4 чоловіків також старших 18 років.
Середній дохід на одне домашнє господарство  становив 47 547 доларів США (медіана — 22 450), а середній дохід на одну сім'ю — 56 054 долари (медіана — 33 409). За межею бідності перебувало 30,0 % осіб, у тому числі 29,3 % дітей у віці до 18 років та 51,0 % осіб у віці 65 років та старших.
Цивільне працевлаштоване населення становило 447 осіб. Основні галузі зайнятості: освіта, охорона здоров'я та соціальна допомога — 42,3 %, публічна адміністрація — 31,8 %, роздрібна торгівля — 7,2 %, мистецтво, розваги та відпочинок — 5,8 %.